# Даниил Охридски
Даниил е православен духовник, охридски архиепископ в средата на XVII век.
Данните за архиепископ Даниил са изключително оскъдни. Единственото сведение за Даниил е от 1651 година, когато руският монах Арсений Суханов се среща с него в Търговище. Предполага се, че по това време той вече е напуснал охридската катедра.